# CTCF
Le répresseur transcriptionnel CTCF, également connu sous le nom de 11-zinc finger protein ou  facteur CCCTC-binding est un facteur de transcription qui est codé par le gène CTCF chez l'humain,. CTCF est impliqué dans de nombreux processus cellulaires, notamment la régulation de la transcription, l’activité isolateur, la recombinaison V(D)J  et la régulation de l'architecture de la chromatine. Son gène est le CTCF situé sur le Chromosome 16 humain.

## Découverte
CTCF fut à l'origine découvert comme régulateur négatif du gène c-myc chez le poulet. Cette protéine se révéla lier trois éléments répétés de la séquence cœur CCCTC régulièrement espaces et fut donc baptisé CCCTC binding factor.

## Fonction
Le rôle principal de CTCF est la régulation de la structure tridimensionnelle de la chromatine. CTCF lie l'ADN en plusieurs endroits, formant ainsi des boucles dans la chromatine, et ancre l'ADN a des structures cellulaires telles que la lamina nucléaire. CTCF définit également les limites entre la chromatine active et l'hétérochromatine. 
Puisque la structure tridimensionnelle de l'ADN influence la régulation des gènes, l’activité de CTCF influence l'expression de ceux-ci. On pense que CTCF est un composant principal des isolateurs, des séquences qui bloquent l'interaction entre amplificateurs/enhancers promoteurs. Il fut également démontré que la liaison de CTCF promeut et réprime l’expression génique. On ne sait pas si CTCF affecte l'expression génique seulement de par son activité de  formation de boucles (looping), ou s'il possède quelque autre activité inconnue.

## Activité observée
Il fut montré que la liaison de CTCF a de nombreux effets, qui sont énumérés ci-dessous.  Dans chaque cas, on ne sait pas si CTCF cause ces effets directement ou indirectement (en particulier par le biais de son activité de formation de boucles).

### Régulation transcriptionnelle
La protéine CTCF joue un rôle majeur dans la répression du gène insulin-like growth factor 2, en se liant aux régions régulatrices du gène H19 ainsi que DMR1 et MAR3,.

### Isolation
La liaison aux séquences cibles par CTCF peut bloquer les interactions entre enhancers/amplificateurs et promoteurs, limitant donc l’activité des enhancers à certains domaines fonctionnels. Outre son activité enhancer-bloquante, CTCF peut également agir comme barrière dans la chromatine en prévenant l’étendue des structures hétérochromatiniennes.

### Régulation de l’architecture chromatinienne
CTCF se lie physiquement à lui-même formant ainsi un homodimère ce qui déclenche la formation de boucles dans l'ADN lié. CTCF apparait également fréquemment aux frontières de sections d'ADN lie a la lamina nucléaire. Par utilisation de l'immunoprécipitation de chromatine (ChIP) suivie de ChIP-Seq, on montre que CTCF co-localise avec la cohésine à l’échelle du génome et affecte les mécanismes de régulation génique et la structure chromatinienne à un plus haut niveau d'organisation.

### Régulation de l’épissage de l'ARN
Il fut démontré que la liaison par CTCF influence l’épissage de l'ARN messager.

## Liaison à l'ADN
CTCF se lie à la séquence consensus CCGCGNGGNGGCAG (en notation IUPAC). Cette séquence est définie par 11 motifs doigts de zinc dans sa structure. La liaison de CTCF est perturbée par la méthylation de l'ADN lié .
CTCF se lie en moyenne à 55 000 sites dans 19 types cellulaires divers (12 normaux et 7 immortels) et au total 77 811 sites distincts dans les 19 types cellulaires.
La capacité de CTCF à se lier à de multiples séquences de par l'utilisation de diverses combinaisons de ses domaines en doigt de zinc lui ont valu le statut de “protéine multivalente” . Plus de 30 000 sites de liaison ont été caractérisés pour CTCF. Le génome humain contient entre 15 000 et 40 000 sites CTCF selon le type cellulaire, suggérant un rôle à grande échelle pour CTCF dans la régulation génique,,. De plus, les sites de liaison de CTCF servent comme ancres au positionnement nucléosomal de telle manière que, en alignant les sites CTCF a divers signaux génomiques, de multiples nucléosomes flanquant peuvent être identifiés,. Cependant, des études de cartographie du positionnement nucléosomal a haute résolution ont montré que les différences de liaison a CTCF entre divers types cellulaires pourraient être attribuées aux différences dans les localisations des nucléosomes.

## Interactions protéine-protéine
CTCF s'auto-lie, formant ainsi des homodimères. Cette propriété est une possibilité proposée de son mécanisme de formation de boucles.
Il fut également montre que CTCF interagit avec la protéine Y box binding protein. CTCF co-localise également avec la cohésine, qui stabilise les boucles répressives organisées par CTCF.

## Sites de liaison CTCF persistants et cancer
Les sites de liaison CTCF résident dans l'ADN non codant. Leurs mutations sont souvent impliquées dans les cancers. Les sites de liaison CTCF persistants (résistants à l'inactivation du CTCF) présentent une charge mutationelle élevée dans 12 types de cancer,.